# Белов, Михаил Ипатович
Михаи́л Ипа́тович Бело́в (7 ноября 1924, деревня Алексеевка, Мишкинский район — 23 февраля 2015) — советский военный, военный историк-мемуарист, генерал-майор в отставке, доктор военных наук, профессор. Автор книг «Они вели нас к Победе», «Маршалы Победы», «Победители и побежденные», «Полководческий феномен Жукова», «Армия победных операций», «Судьба семьи — в судьбе страны»; разделов в книгах: «В боях за Молдавию», «Живая память», «Маршал Мерецков», «Солдаты XX века». Лауреат премии всероссийского конкурса на лучшее журналистское произведение, посвященное 50-летию Победы.

## Биография
Михаил Белов родился 7 ноября 1924 года в крестьянской семье, в деревне Алексеевка Мишкинского района Башкирской АССР. В 1938 году окончил неполную среднюю школу-семилетку, до шестого класса посещал школу в деревне Тынбаево, а седьмой класс окончил уже в деревне Казанцево Бураевского района Башкирской АССР..
В сентябре 1939 года начал учёбу в педагогическом училище города Бирска Башкирской АССР, в том же году вступил в ВЛКСМ. После начала Великой Отечественной войны в 1941 году продолжил учёбу в училище. В феврале 1942 года добился отправки на фронт и получил направление в Гурьевское военно-пехотное училище в городе Гурьеве Казахской ССР в пулемётный батальонгде в пулеметном батальоне прошел ускоренный десятимесячный курс обучения.
В декабре 1942 года начал воевать под Сталинградом в звании лейтенанта в составе 107-го гвардейского стрелкового полка 34-й гвардейской дивизии, был назначен командиром взвода станковых пулемётов в 107-м гвардейском стрелковом полку 34-й гвардейской стрелковой дивизии. Михаил Белов участвовал в боях у Миус-фронта, Восточного Вала, Линии Думитреску и Линии Маргариты, участвовал в форсировании рек Ингул и Ингулец, Южный Буг, Днестр, Дунай, участвовал в освобождении Бухареста и Будапешта. Был четырежды ранен в боях. В 1944 году вступил в ВКП(б). Войну закончил в звании старшего лейтенанта и должности заместителя начальника штаба 107-го полка по оперативной работе.
После войны продолжил службу в Вооруженных Силах. С сентября 1945 по июнь 1946 года учился на курсах усовершенствования офицеров пехоты Южной группы войск в румынском городе Яссы. Проходил службу в механизированных и воздушно-десантных войсках. В 1955 году окончил Военную академию им. М. В. Фрунзе, затем аспирантуру и докторантуру академии. Стал доктором военных наук, профессором. В 1956 году участвовал в боевой операции «Вихрь» по ликвидации инспирированного западными спецслужбами мятежа в Венгрии. С 1962 года служил преподавателем в Военной академии им. М. В. Фрунзе.
В 1979 году был назначен начальником кафедры оперативно-тактической подготовки Военно-политической академии им. В. И. Ленина, занимался научно-педагогической деятельностью. Получил воинское звание генерал-майора. В 1984—1988 годах находился в спецкомандировке на должности советника начальника Высшей военной академии Вооруженных Сил Сирийской Арабской Республики. После отставки работал старшим научным сотрудником Центрального музея Великой Отечественной войны 1941—1945 годов. Написал ряд книг и научных работ, посвященных Великой Отечественной войне.

## Награды

### Орден Отечественной войны
3 марта 1944 года Михаил Белов приказом по 46-й армии № 022/Н был награждён орденом Отечественной войны 1 степени № 28855. Приказ был подписан командармом генерал-лейтенантом В. В. Глаголевым и им же вручен в 39-м отдельном медсанбате, где Белов находился на излечении.
В представлении, подписанном 12 февраля 1944 года командиром 107-го гв. СП майором Н. П. Щербаком, отмечено, что при прорыве обороны противника 31 января 1944 года в районе Терноватки Днепропетровской области вместе с подразделениями батальона Михаил Белов ворвался в расположение обороны противника и, увлекая за собой бойцов в глубину обороны, обеспечил успех всего батальона. Также во время освобождения села Михайловка Апостоловского района Днепропетровской области Михаил Белов одним из первых форсировал реку Каменка и первым ворвался в населенный пункт, а 5 февраля 1944 года при освобождении станции Апостолово Михаил Белов проявил исключительное мужество и героизм, и, несмотря на сильную контратаку танкового десанта противника, сумел организовать оборону. Атака была отбита, и батальон без больших потерь достиг указанного командованием района.

### Орден Красной Звезды
Приказом по 4-й гвардейской армии № 43/Н от 23 февраля 1945 года Михаил Белов награждён орденом Красной Звезды № 1376593. Приказ подписан командармом генералом армии Г. Ф. Захаровым и вручен в мае 1945 года начальником штаба 107-го гв. СП майором С. И. Комаровым в районе Фрайштадта под Веной. Наградной лист был подписан 9 января 1945 года командиром 107-го гв. СП подполковником Б. А. Мусаэляном.
В ночь с 1 на 2 января 1945 года в боях у села Альше-Галла в Венгрии противник атаковал силою до 2-х рот пехоты и 8 танков 1-й стрелковый батальон и оттеснил 1-ю и 2-ю роты. Михаил Белов с десятью автоматчиками был послан Мусаэляном для поддержки. Не достигнув цели, отряд был обстрелян противником и отрезан от батальона. Оставив автоматчиков, Михаил Белов пробрался до рот, собрал их под огнём танков противника и повел в контратаку, восстановив положение. Руководя контратакой, старший лейтенант Белов уничтожил до сорока солдат и пленил двадцать солдат противника.

### Орден Красного Знамени
Указом Президиума Верховного Совета СССР от 18 декабря 1956 года Михаил Белов награждён орденом Красного Знамени № 521650. Указ подписан председателем ПВС К. Е. Ворошиловым. Михаил Белов награждён за быструю ликвидацию в Будапеште в ноябре 1956 года очагов венгерского восстания. Орден был вручён начальником штаба 31-й гвардейской воздушно-десантной дивизии полковником И. И. Синеоким в городе Новоград-Волынский.

### Другие награды
Кроме того, Михаил Белов награждён:
- вторым орденом Отечественной войны 1 степени;
- орденом за службу Родине 3 степени;
- медалью «За боевые заслуги»;
- медалью «За взятие Будапешта»;
- медалью «За Победу над Германией»;
- медалью «За укрепление боевого содружества»;
- медалью «За безупречную службу» I и II степеней;
- медалью «За воинскую доблесть» на 100-летие со дня рождения Ленина;
- медалями «20лет, 30 лет, 40 лет, 50 лет Победы в Великой Отечественной войне 1941—1945 гг.»;
- медалями «20лет, 30 лет, 40 лет, 50 лет, 60 лет, 70 лет Вооруженных Сил СССР»;
- орденами Сирийской Арабской Республики «За храбрость»;
- двумя орденами «За боевую подготовку 1 степени»;
- семью медалями других иностранных государств.